# Fréchencourt
Fréchencourt (picardisch: Fèrchincourt) ist eine nordfranzösische Gemeinde mit 254 Einwohnern (Stand 1. Januar 2022) im Département Somme in der Region Hauts-de-France. Die Gemeinde liegt im Kanton Corbie.

## Geographie
Fréchencourt liegt überwiegend am rechten Ufer des Flüsschens Hallue rund zehn Kilometer nordwestlich von Corbie. Das Schloss liegt am westlichen Ortsrand.

## Geschichte
Die Herrschaft bestand schon im Jahr 1280. Sie kam zuletzt an die Familie Dincourt. Im Dezember 1870 fand in der Umgebung die Schlacht an der Hallue statt.

## Einwohner
| 1962 | 1968 | 1975 | 1982 | 1990 | 1999 | 2006 | 2010 |
| ---- | ---- | ---- | ---- | ---- | ---- | ---- | ---- |
| 154  | 158  | 165  | 181  | 233  | 227  | 229  | 233  |

## Verwaltung
Bürgermeister (maire) ist seit 2001 Serge Wills.

## Sehenswürdigkeiten
- bis 1863 an der Stelle einer älteren neu errichtete neugotische Kirche Saint-Gilles
- Wassermühle an der Hallue
- 1856 an der Stelle einer Anlage aus dem 13. Jahrhundert errichtetes Schloss
- Überreste einer alten Befestigung jenseits der Hallue